# Prix Passion Enseignement et Pédagogie dans le Supérieur
 (février 2020).
 (février 2017).
Lancé en décembre 2015 par le Ministère français de l'Enseignement supérieur et de la Recherche, le prix Passion Enseignement et Pédagogie dans le Supérieur a pour vocation de reconnaître, soutenir et promouvoir les initiatives portées par les établissements dans le champ de la transformation pédagogique.

## Prix
Ce prix, appelé aussi prix PEPS, est destiné à reconnaître la qualité de l'enseignement, à promouvoir le développement de modalités pédagogiques innovantes et leur diffusion au sein de la communauté de l'enseignement supérieur. 

### Jury
Le jury international est présidé par de Denis Bédard, Professeur à l'Université de Sherbrooke (Québec). Il est composé des représentants étudiants et des directions d'établissement d'enseignement supérieur, ainsi que des experts reconnus dans les domaines de l'innovation, du soutien pédagogique, de la formation tout au long de la vie et de la recherche en éducation.
En 2016, il est composé des personnalités suivantes :
- Brigitte Albero, Université Rennes 2
- Jean-Louis Allard, Centre des études supérieures industrielles (CESI), C.D.E.F.I.
- Bernadette Charlier, Université Fribourg, Suisse
- Mariane Frenay, Université Catholique de Louvain, Belgique
- Nicolas Gagnon, Université Laval, Québec
- Alain Gonzalez, U.P.M.C.-Sorbonne Universités
- Annie Jezegou, Université Lille 1
- Antoine Martin, Conférence nationale des Étudiants Vice-Présidents d'Université
- Luc Massou, Université de Lorraine
- Pierre Moeglin,  Université Paris 13 – I.U.F.
- Daniel Peraya, Université de Genève, Suisse
- Mariane Poumay, Université de Liège, Belgique
- Luc Ria, École Normale Supérieure-Lyon
- Gilles Roussel, Université Paris Est Marne la vallée,
- Françoise Thibault, Maison des Sciences de l'Homme Paris

### Catégories
Le prix Passion Enseignement et Pédagogie dans le Supérieur s'inscrit dans le cadre de la mise en œuvre de la Stratégie nationale de l'enseignement supérieur (StranES). 
Les lauréats sont distingués dans quatre catégories :
Innovation pédagogique
Cette catégorie récompense des actions pédagogiques particulièrement remarquables par les innovations proposées au sein d'une unité d'enseignement ou d'un programme avec des effets reconnus sur l'engagement, la persévérance et la réussite des étudiants.
Soutien à l'innovation
Il s'agit de distinguer des actions de soutien remarquables favorisant l'implication des enseignants dans la transformation des méthodes d'enseignement à une échelle significative.
Formation tout au long de la vie
Cette catégorie récompense le développement d'une offre ou de modalités de formation particulièrement remarquables dans une perspective de formation tout au long de la vie contribuant à la sécurisation des parcours professionnels.
Recherche en pédagogie
La catégorie Recherche en pédagogie met à l'honneur un chercheur ou une équipe de recherche pour la qualité de la recherche et sa contribution à la transformation des pratiques pédagogiques dans l'enseignement supérieur français.

### Éditions
La première édition a été lancée pour 2016. La deuxième concerne 2017.

#### 2016: 292 candidatures
Dans les universités et les écoles, des enseignants, des équipes pédagogiques et des responsables de formation ont répondu en grand nombre : 292 candidatures ont été reçues.
Principalement collectives, elles se répartissent de la façon suivante dans les quatre catégories du prix :
- 196 pour la catégorie Innovation pédagogique
- 54 pour la catégorie Soutien à la pédagogie
- 22 pour la catégorie Formation tout au long de la vie
- 20 pour la catégorie Recherche en pédagogie

Lauréats
Les prix ont été remis aux lauréats par Thierry Mandon, secrétaire d'Etat chargé de l'Enseignement supérieur et de la Recherche, jeudi 31 mars 2016, à l'occasion des Journées nationales de l'Innovation pédagogique dans l'enseignement supérieur.
Le jury international du prix a distingué 6 projets des dynamiques de transformation pédagogique à l'œuvre dans les établissements.

##### Innovation pédagogique
- Apprendre le marketing autrement : le produit fil rouge[5]
  - Technique de commercialisation : université de Bordeaux
  - Domaine Marketing : Catherine Madrid et Laurence Chérel
- Transfert de connaissances et aide à la décision pour former des géographes de la santé
  - Université  Paris Ouest Nanterre La Défense
  - Université Paris Est Créteil
- Domaine Géographie : équipe des géographes de la santé du Ladyss[6]

##### Soutien à l'innovation
- Le Contrat Enseignant Pédagogie Innovante comme levier de l'innovation pédagogique[7]
  - Université de Perpignan
  - Domaine pédagogie universitaire : Pascale Amiot, Bertrand Mocquet[8] et Anne Witzack
- Conduire conjointement un soutien à la pédagogie, à l'usage du numérique et à l'internationalisation des formations[9]
  - ING Grenoble
  - Domaine pédagogie universitaire : Florence Michau

##### Formation tout au long de la vie
- Le CESIM : un centre de simulation tourné vers l'avenir[10]
  - Université de Bretagne-Occidentale
  - Domaine Santé : Erwan L’Herr

##### Recherche en pédagogie
- Dispositif d'autoformation guidée en langues
  - Université Lille 3
  - Domaine Langues : Ana Castelo Guirado